# Matthews (Caroline du Nord)
La ville de Matthews est dans le comté de Comté de Mecklenburg (Caroline du Nord), situé en Caroline du Nord, aux États-Unis.

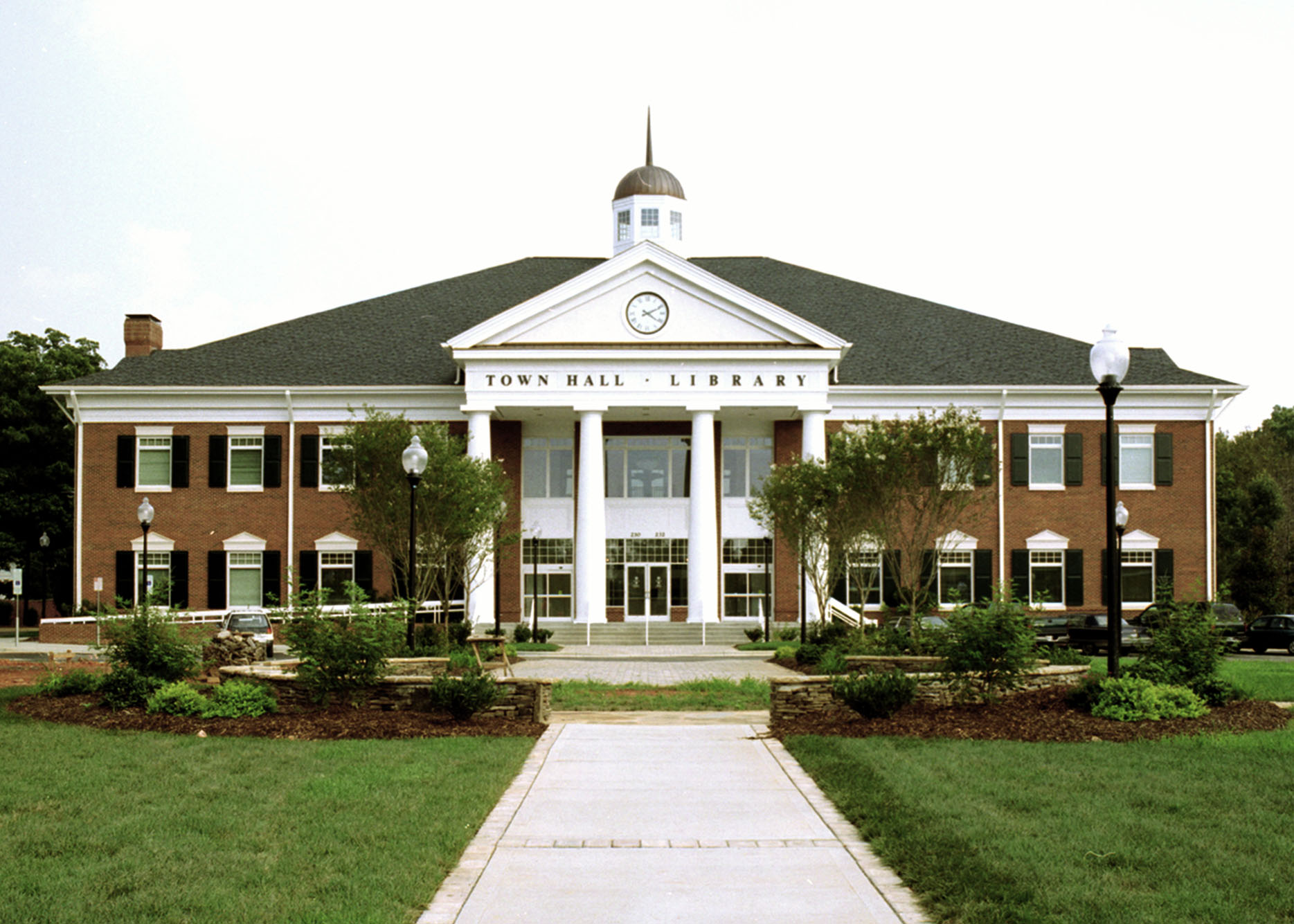
Hôtel de ville et bibliothèque de Matthews

## Démographie
| 1880 | 1890 | 1900 | 1910 | 1920 | 1930 |
| ---- | ---- | ---- | ---- | ---- | ---- |
| 191  | 335  | 378  | 396  | 310  | 454  |

| 1940 | 1950 | 1960 | 1970 | 1980  | 1990   |
| ---- | ---- | ---- | ---- | ----- | ------ |
| 486  | 589  | 609  | 783  | 1 648 | 13 651 |

| 2000   | 2010   | - | - | - | - |
| ------ | ------ | - | - | - | - |
| 22 127 | 27 198 | - | - | - | - |